# 楊鉀南
楊鉀南（？—？）為中國清朝武官官員。楊鉀南於1869年（同治8年）奉旨接替吳鴻源，於台灣地區擔任台灣水師協副將。而隸屬台灣鎮之下的此官職是台灣清治時期中的這階段，全台灣的海防軍事層級最高武將，其統帥三標水營，數千名水師兵勇。
| 前任： 吳鴻源 | 台灣水師協副將 1869年上任 | 繼任： 唐守贊 |